# Parodia microsperma
Parodia microsperma là một loài thực vật có hoa trong họ Cactaceae. Loài này được (F.A.C. Weber) Speg. mô tả khoa học đầu tiên năm 1923.

## Hình ảnh

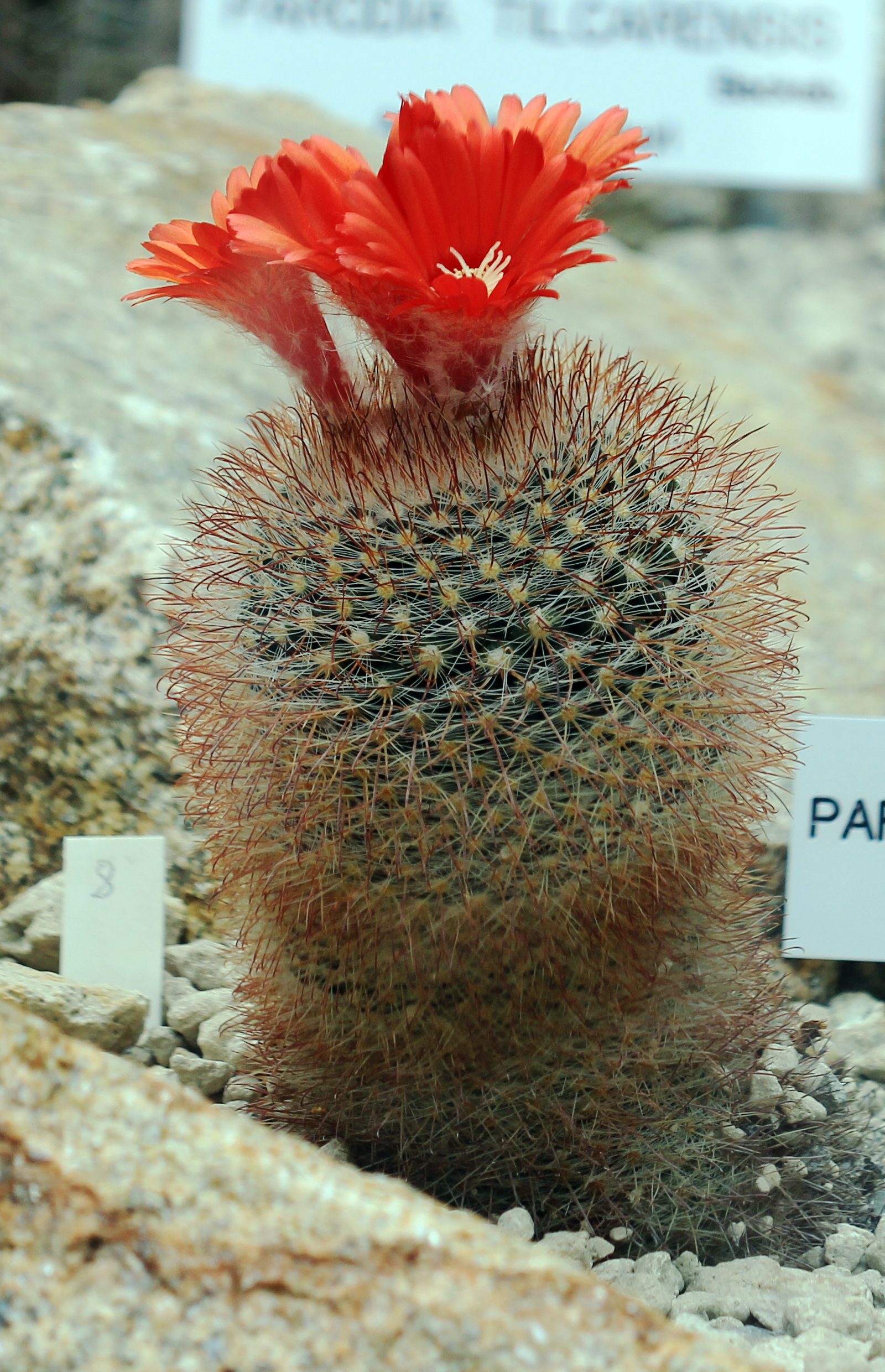
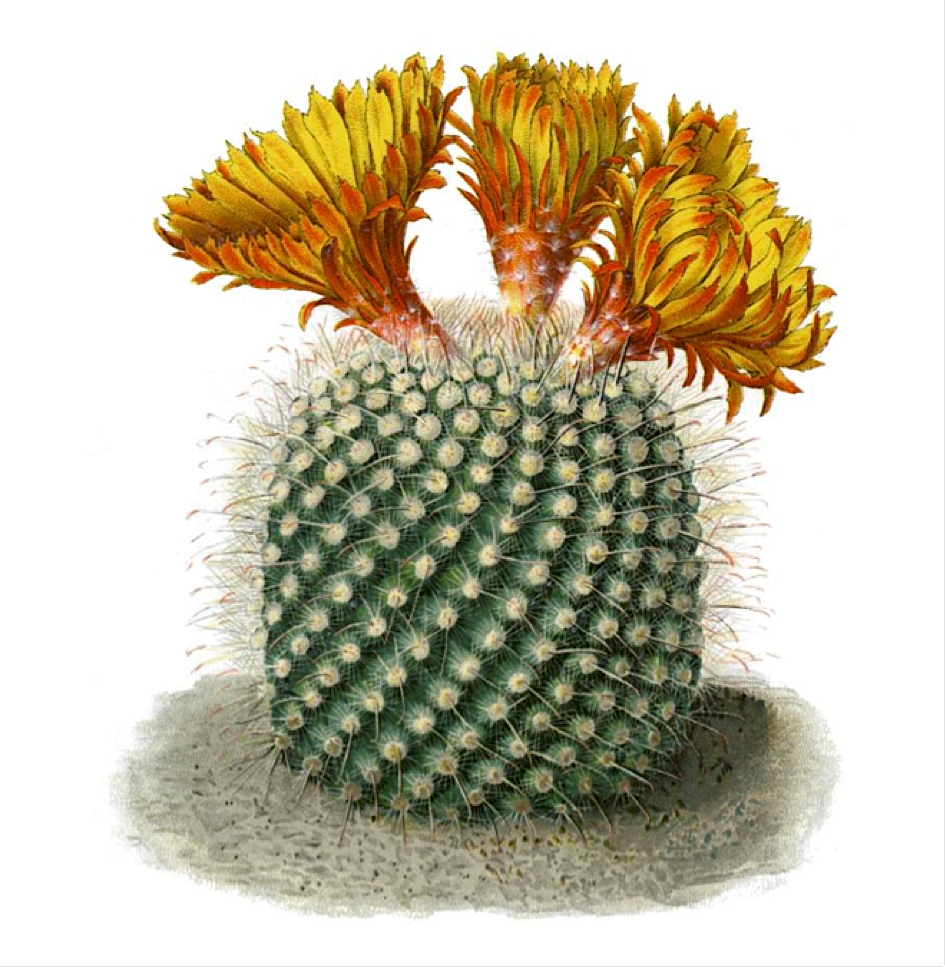
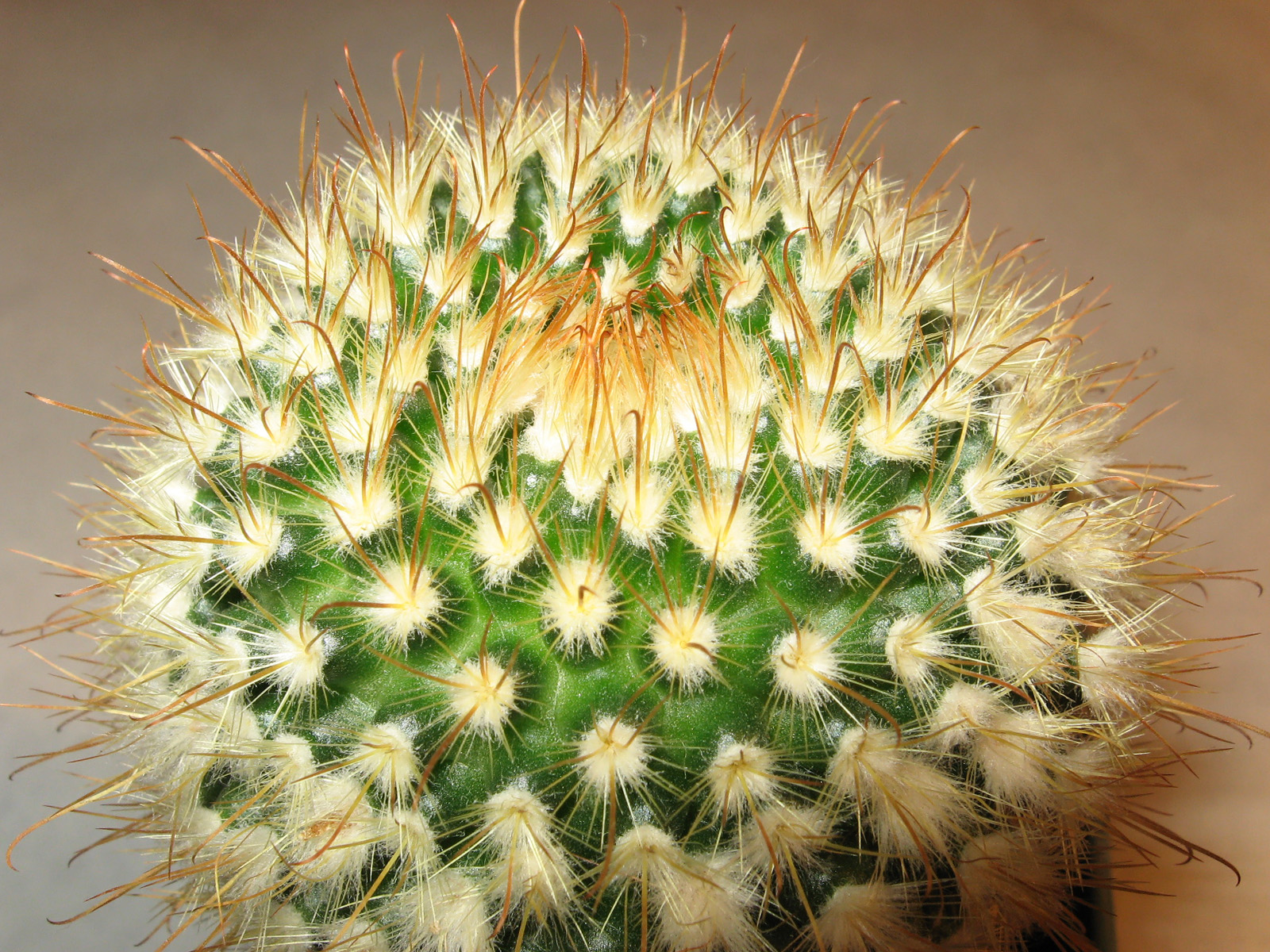
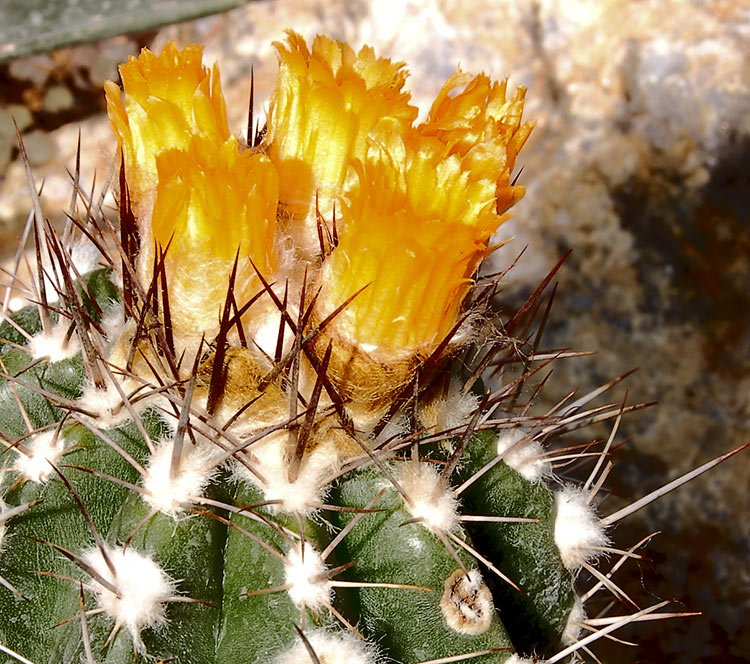